# Raul Fidel Tempone

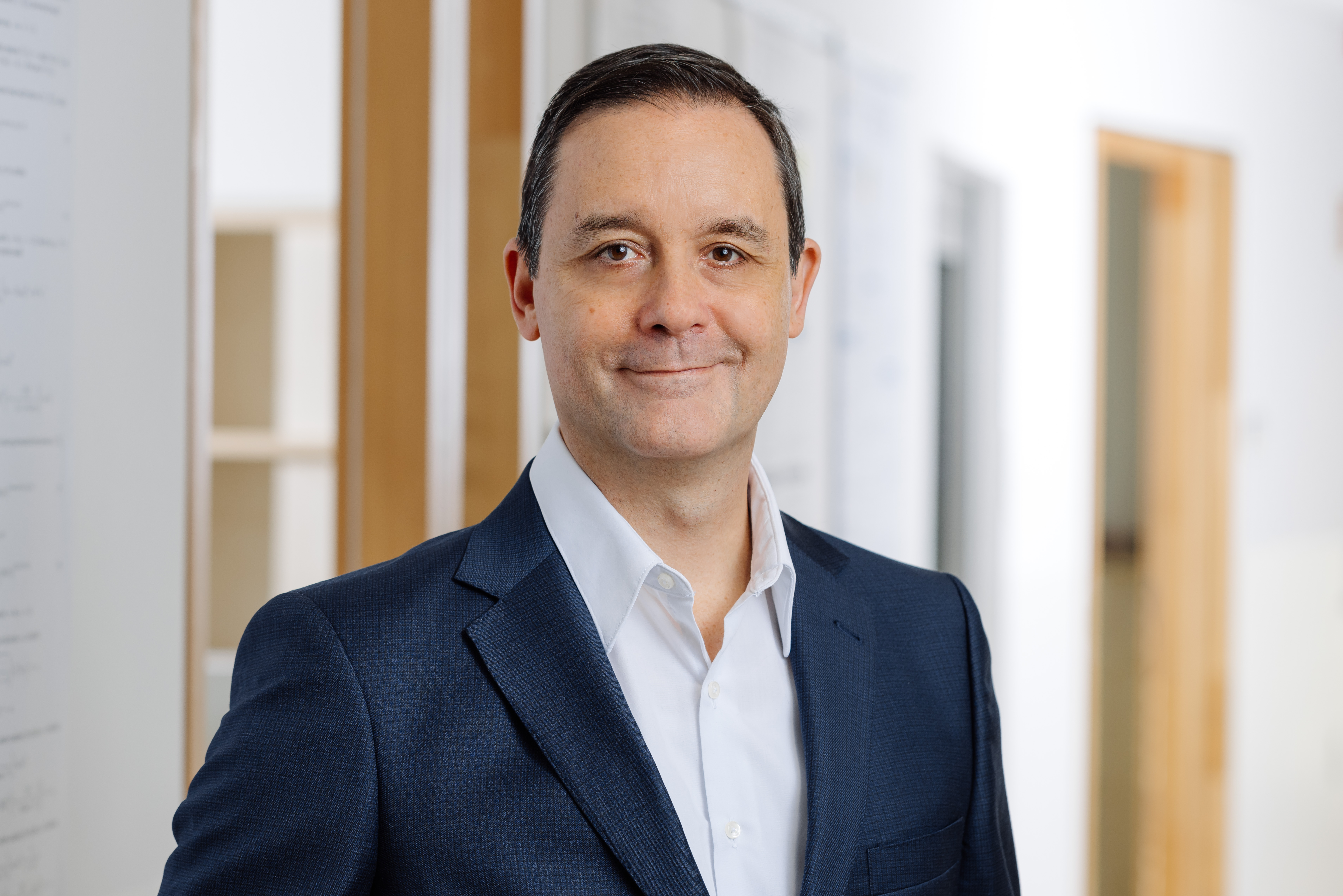
Raul Tempone (2022)

Raul Fidel Tempone (* 1969 in Montevideo, Uruguay) ist ein Mathematiker.
Tempone studierte Ingenieurmathematik an der Universität von Uruguay in Montevideo mit dem Bachelor-Abschluss 1995 und dem Master-Abschluss 1999. Er wurde 2002 an der Königlichen Technischen Hochschule Stockholm bei Anders Szepessy promoviert (Numerical Complexity Analysis of Weak Approximation of Stochastic Differential Equations). Er wurde dort Research Fellow und Associate Professor. Von 2003 bis 2005 war er als Post-Doktorand am Institute for Computational and Engineering Sciences (ICES) der University of Texas at Austin.
Tempone lehrte ab 2005 als Assistant Professor an der School of Computational Sciences und dem Department of Mathematics an der Florida State University. 2009 wechselte er an die im gleichen Jahr gegründete König-Abdullah-Universität für Wissenschaft und Technologie (KAUST) in Thuwal, wo er zunächst als Associate Professor für Angewandte Mathematik tätig war. Später wurde er ebenda Direktor des KAUST Center for Uncertainty Quantification und 2015 zum Full Professor berufen. 2018 erhielt er eine Humboldt-Professur an der RWTH Aachen.
Er befasst sich mit a posteriori Fehlerabschätzung für Differentialgleichungen (auch stochastischen Differentialgleichungen) und numerischen Methoden für optimale Kontrolle, bayesscher Modellierung und Unsicherheits-Quantifizierung (Uncertainty Quantification, UQ), das heißt Modellierung für Risikoabschätzungen.

## Schriften (Auswahl)
- mit A. Szepessy, G. E. Zouraris: Adaptive weak approximation of stochastic differential equations, Communications on Pure and Applied Mathematics, Band 54, 2001, S. 1169–1214
- mit I. Babuška, K. M. Liu: Solving stochastic partial differential equations based on the experimental data, Mathematical Models and Methods in Applied Sciences, Band 13, 2003, S. 415–444
- mit I. Babuska, G. E. Zouraris: Galerkin finite element approximations of stochastic elliptic partial differential equations, SIAM Journal on Numerical Analysis, Band 42, 2004, S.  800–825
- mit I. Babuska, F. Nobile: Worst case scenario analysis for elliptic problems with uncertainty, Numerische Mathematik, Band 101, 2005, S. 185–219
- mit I. Babuska, G. E. Zouraris: Solving elliptic boundary value problems with uncertain coefficients by the finite element method: the stochastic formulation, Computer Methods in Applied Mechanics and Engineering, Band 194, 2005, S. 1251–1294
- mit I. Babuska, F. Nobile: Reliability of computational science, Numerical Methods for Partial Differential Equations, Band 23, 2007, S. 753–784
- mit Ivo Babuška, F. Nobile: A stochastic collocation method for elliptic partial differential equations with random input data, SIAM Journal on Numerical Analysis, Band 45, 2007, S. 1005–1034
- mit F. Nobile, C. G. Webster: A sparse grid stochastic collocation method for partial differential equations with random input data, SIAM Journal on Numerical Analysis, Band 46, 2008, S. 2309–2345
- mit F. Nobile, C. G. Webster: An anisotropic sparse grid stochastic collocation method for partial differential equations with random input data, SIAM Journal on Numerical Analysis, Band 46, 2008, S. 2411–2442